# Logny-lès-Aubenton

Logny-lès-Aubenton este o comună în departamentul Aisne din nordul Franței. În 1 ianuarie 2022 avea o populație de 83 de locuitori.